# Famille Salviati
Pour les articles homonymes, voir Salviati.
 (juillet 2024).
Si vous disposez d'ouvrages ou d'articles de référence ou si vous connaissez des sites web de qualité traitant du thème abordé ici, merci de compléter l'article en donnant les références utiles à sa vérifiabilité et en les liant à la section « Notes et références ».
La famille Salviati est une importante famille de banquiers florentins et romains de la Renaissance qui furent notamment au service du pape Sixte IV au XVe siècle. 
Les Salviati sont soupçonnés d'avoir soutenu la conjuration des Pazzi (1478) qui visait à assassiner les chefs de la famille de Médicis, Julien et Laurent.
L'un des membres de la famille, l'archevêque de Pise, Francesco Salviati, soupçonné d'être partie prenante de ce complot qui éclate lors de son passage, est immédiatement exécuté. La fille de Laurent de Médicis, Lucrezia, épouse plus tard Jacopo Salviati, ambassadeur de Florence à Rome.
Les Salviati se sont distingués comme mécènes des arts et des lettres. À noter l'existence de Cassandre Salviati, à qui Pierre de Ronsard dédiera son recueil de sonnets et d'odes Les Amours ; ainsi que Diane Salviati (nièce de Cassandre), aimée par Agrippa d'Aubigné.

Plusieurs cardinaux sont issus de cette famille : Giovanni Salviati (1490-1553) et son frère Bernardo Salviati (1492-1568), Anton Maria Salviati (1537-1602), Alamanno Salviati (1669-1773), Gregorio Anton Maria Salviati (1722-1794).

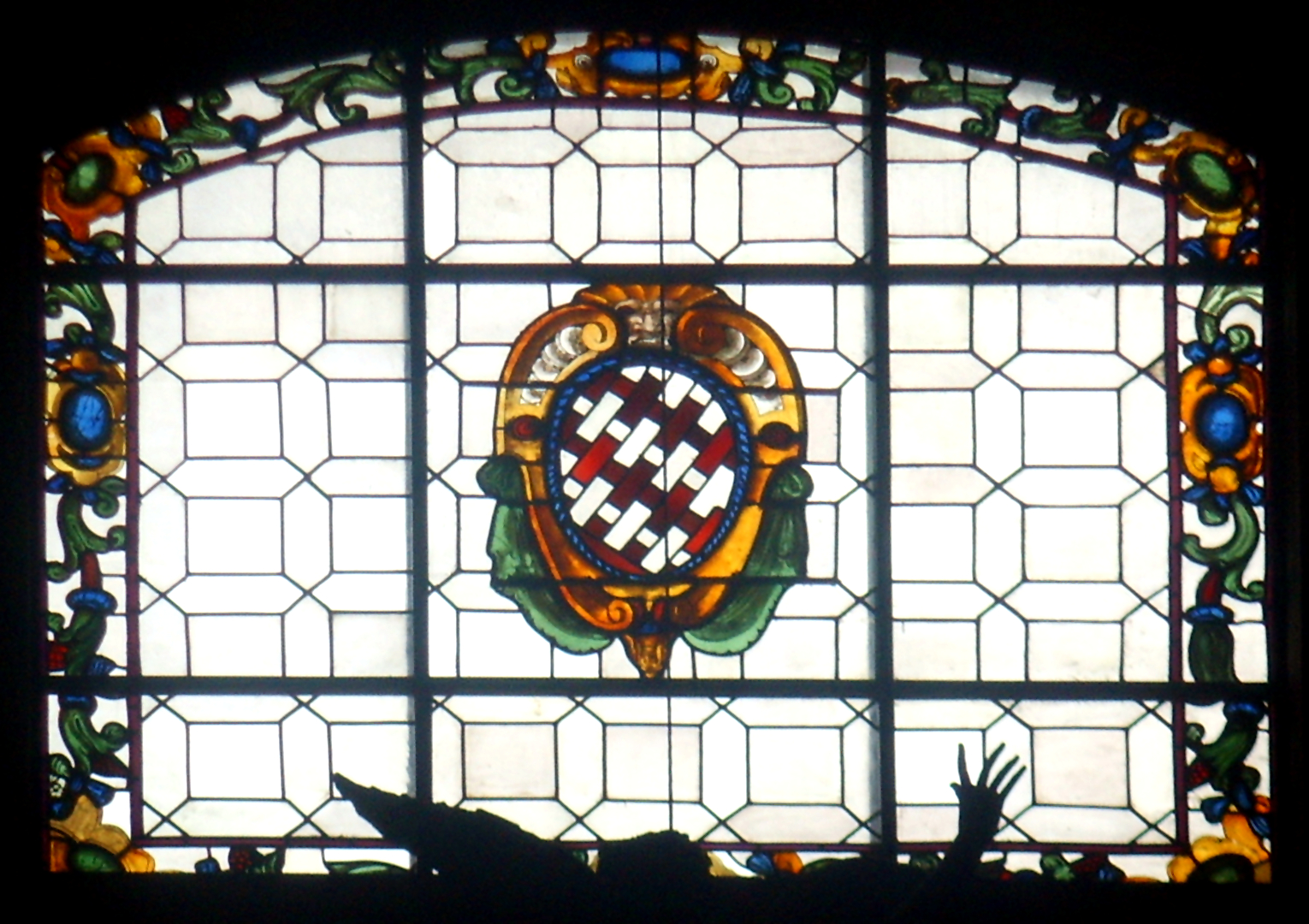
Armes des Salviati

Une chapelle porte leur nom au couvent San Marco.
La famille compte également parmi ses membres le photographe Paolo Salviati (1818-1894).
Le titre ducal Salviati est aujourd'hui porté par la famille romaine des princes Borghèse et l'une des branches subsistante de cette famille est représentée par la famille Mugnaioni da Montegiustia dei Salviati[réf. nécessaire].